# 前奏曲とフーガ ホ短調 BWV 548
前奏曲とフーガ ホ短調（Praeludium et Fuga in e）BWV 548は、ヨハン・ゼバスティアン・バッハが作曲したオルガン曲。『楔（くさび）』という渾名が与えられている。

## 概要
ライプツィヒ時代の1727年から1731年の間に作曲されたと考えられている。バッハの最も長大なオルガン曲の一つであり、また、同時期に作曲されたとされる前奏曲とフーガ ロ短調 BWV 544と並んで、後期における最もすぐれたオルガン曲の一つとしても知られる。ヴァイマール時代以降、バッハはオルガン曲を作曲する際にイタリア・バロックの巨匠らの様式を取り入れているが、前奏曲では協奏曲のような華やかな効果を出す手法が巧みに織り込まれ、イタリア風協奏曲の構成原理を含ませている。それゆえ前奏曲は厳格な書法で書かれている。4声で進行するフーガは、次第に音程を拡大していくジグザグとした特徴的な音型（E-Dis-Fis-D-Gis-Cis-A-C-Ais-H-H）の主題をもつことから、『楔（The wedge）』の渾名で呼ばれることがある。
自筆の楽譜はベルリン国立図書館に保管されている。
フランツ・リスト、マックス・レーガー、サムイル・フェインベルクはこの曲をピアノ用に編曲している。

## 構成
前奏曲（ホ短調、4分の3拍子）
重厚な和音の上に長い主題が提示され、後から内声が絡み合って進行する。副楽節を経た後、主楽節と副楽節が協奏的に交替して表れ、主楽節の後半が再現された後に終える。
フーガ（ホ短調、2分の2拍子）
3部分からなり、第1部分と第3部分は4声のフーガである。主題となる第1部分はテノール-アルト-ソプラノ-バスの順に、固定対位句を伴って提示される。第2部分はトッカータ風、第3部分は第1部分がそのままの形として再現される。なお、フーガ主題はペダルで演奏される際には一部音が省略されている。

## 参考資料
- 『作曲家別名曲解説ライブラリー12 J.S.バッハ』（音楽之友社）
- 『J.S.バッハ:オルガン作品集』（ピーター・ハーフォード、デッカ）の解説書